# Salvador-Dalí-Wüste

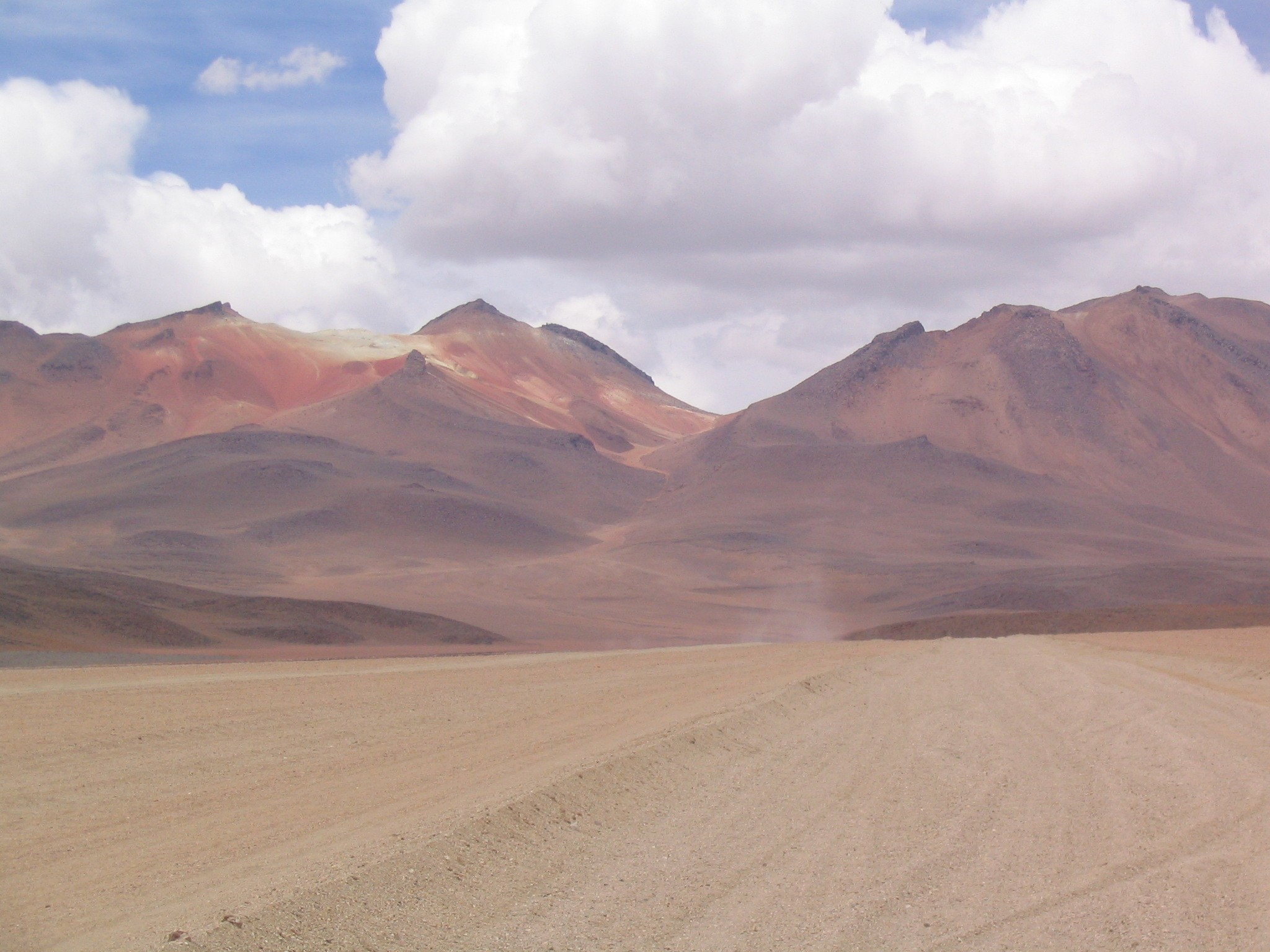
Die Salvador-Dalí-Wüste in Bolivien

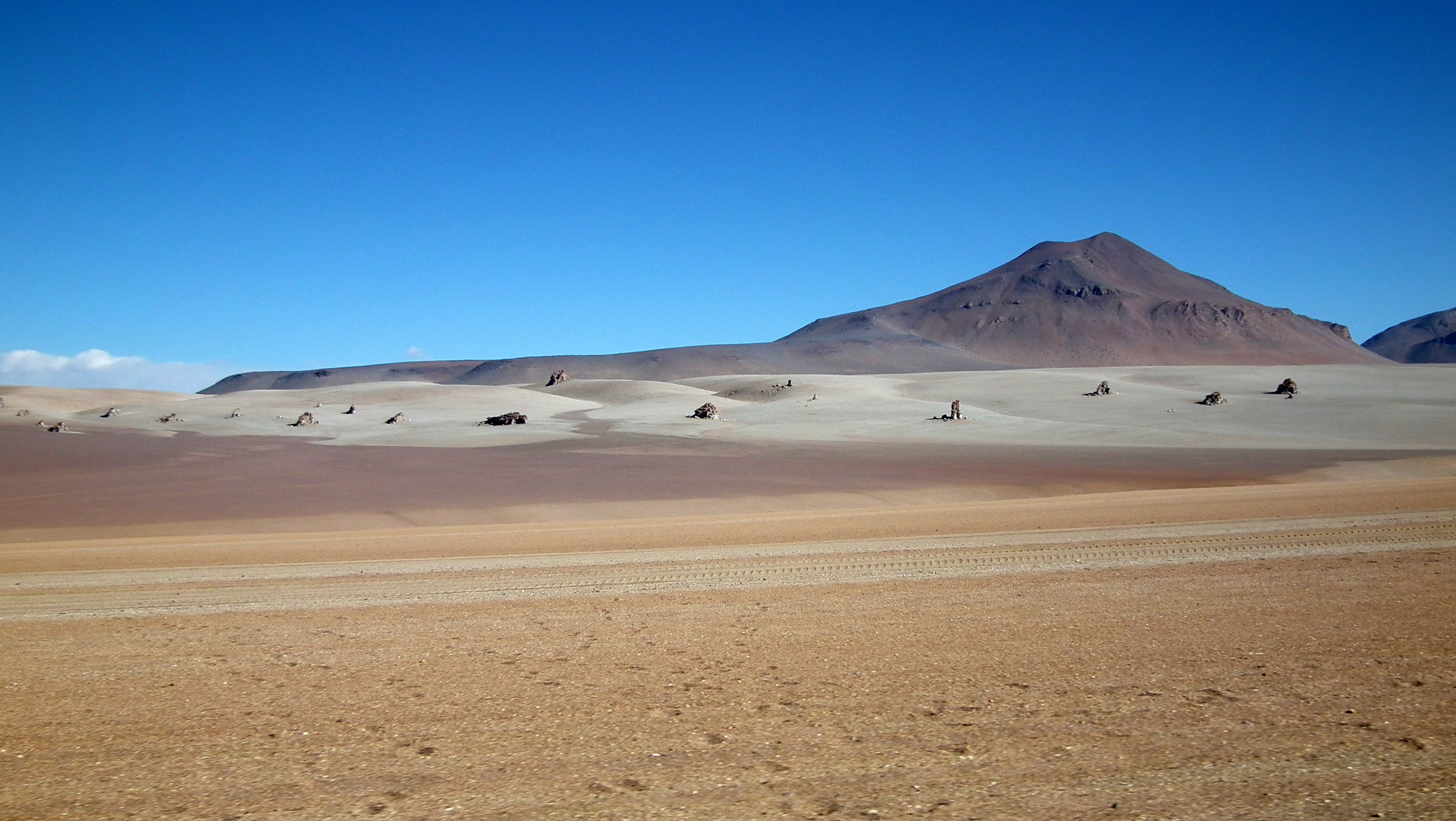
Ansicht der Salavador-Dalí-Wüste mit den typischen Felsen

Die Salvador-Dalí-Wüste (span. Desierto de Salvador Dalí) ist eine etwa 110 km² große Steinwüste inmitten des Nationalparks der Fauna der Anden „Eduardo Avaroa“ in Bolivien. Der Name referenziert den spanischen Maler Salvador Dalí, weil es hier Landschaftsformen mit Felsformationen gibt, die den Landschaften in seinen surrealen Werken ähneln.
Die Wüste befindet sich südlich des Salzsees Salar de Uyuni im Departamento Potosí. Sie gehört mit der Siloli-Wüste zusammen, die sich außerhalb des Naturschutzgebietes befindet.